# Carlo Costigliolo
Gian Carlo Costigliolo (født 10. august 1893, død 16. december 1968) var en italiensk gymnast, som deltog i OL 1920 i Antwerpen. 
Costigliolo stillede ved OL 1920 op i mangekamp for hold. I holdkampen, der var på programmet for anden og sidste gang, var han med til at sikre, at italienerne vandt guld. De opnåede 359,855 point, mens Belgien på andenpladsen fik 346,765 point og Frankrig på tredjepladsen 340,100 point.
Hans bror Luigi Costigliolo var også med på holdet.
Carlo Costigliolo indstillede sin aktive karriere kort efter OL 1920 og blev træner i sin klub. Han var også dommer i gymnastik og delto i den henseende i OL 1932, 1936 og 1956.